# Кам'янська волость (Полтавський повіт)
Кам'янська волость — історична адміністративно-територіальна одиниця Полтавського повіту Полтавської губернії з центром у селі Стасівці.
Станом на 1885 рік складалася з 16 поселень, 9 сільських громад. Населення — 6469 осіб (1865 чоловічої статі та 1926 — жіночої), 991 дворове господарство.
|                     | Площа, десятин | У тому числі орної, дес. |
| ------------------- | -------------- | ------------------------ |
| Сільських громад    | 3421           | 2407                     |
| Приватної власності | 6768           | 4169                     |
| Іншої власності     | 82             | 67                       |
| Загалом             | 10271          | 6643                     |

Основні поселення волості:
- Стасівці — колишнє державне та власницьке село при річці Саяни за 24 версти від повітового міста, 900 осіб, 155 дворових господарств, 2 постоялих будинки. За версту — поштова станція.
- Гавронці — колишнє державне та власницьке село при річці Ворскла, 1047 осіб, 186 дворових господарств, православна церква, 2 постоялих будинки, щорічний ярмарок.
- Кам'янка — колишнє власницьке село, 266 осіб, 39 дворових господарств, православна церква, постоялий будинок, лавка, цегельний завод.
- Петрівка — колишнє власницьке село при річці Ворскла, 1076 осіб, 208 дворових господарств, православна церква, постоялий будинок, 2 лавки.
- Рудка — колишнє державне та власницьке село при річці Полузір'я, 574 особи, 86 дворових господарств.

Наприкінці XIX століття волость розформовано.